# Lü Bu
Lü Bu (nascido em torno de 156 d.C, falecido em torno de 198 ou 199 d.C. com aproximadamente 40 anos de idade) foi um militar (chegando a general) e posteriormente um senhor feudal durante a Dinastia Han Oriental na Era dos Três Reinos na China. Lü Bu era um incrível guerreiro, ele era temido, chegando a ser considerado um deus da guerra no campo de batalha. Diz a lenda "Que a mera fala de seu nome poderia fazer até o mais corajoso oficial tremer". Sua alabarda pesava em média 100 quilogramas. Ele tinha uma égua como montaria cujo apelido era Lebre Vermelha, que, diz a lenda, podia correr mil léguas em apenas um dia.

## Vida
Os pais de Lü Bu morreram quando ele era ainda pequeno, Lü Bu então foi adotado, mas ele era traiçoeiro, matando seu pai adotivo em troca de muito ouro. Logo se juntou a Dong Zhuo que lhe tomou como seu filho adotivo. Tal como Lü Bu, Dong Zhuo era muito ambicioso. Dong Zhuo matou o Imperador que ainda era um menino e se auto-proclamou Primeiro-Ministro, os líderes regionais, porém não o aceitavam e se uniram para destronar Dong Zhuo.
Os principais líderes da aliança eram: Yuan Shao (juntamente com seu irmão Yuan Shu), Cao Cao (com seus primos Xiahou Dun e Xiahou Yuan), Sun Jian, Liu Bei (com seus irmãos Guan Yu e Zhang Fei) e Gongsun Zan.
Havia dois portões que cercavam a capital de Luoyang onde Dong Zhuo imperava, o primeiro era o portão de Si Shui que era guardado por Hua Xiong, que foi derrotado rapidamente por Guan Yu quando a derrota parecia iminente.
Lü Bu protegia a retaguarda de Dong Zhuo. Contra ele fora mandado o guerreiro Zhang Fei, que tinha fama de poderoso. A luta prosseguiu por um longo tempo sem vantagem para nenhum dos lados. Então Guan Yu se juntou a batalha, mas Lü Bu ainda assim não foi vencido. Foi quando Liu Bei se juntou a batalha para ajudar seus dois irmãos, obrigando assim Lü Bu a recuar.
Entretanto, a aliança contra Dong Zhuo fracassaria. Devido a incompetência e falta de decisão de Yuan Shao e a intrigas internas que levaram Yuan Shu a negar suprimentos a Sun Jian, temendo que este ao tomar a capital Luoyang tomaria para si o poder e seria ainda mais poderoso que Dong Zhuo. Lü Bu trairia seu pai adotivo por uma mulher, Diao Chan, que ambos cobiçavam.
Logo depois que matou Dong Zhuo, Lü Bu fora derrotado pelos antigos oficiais do mesmo, que buscavam vingança pela morte de seu mestre. Lü Bu então fugiu da capital Luoyang e procurou refugio com outros governadores.
Lü Bu serviu Yuan Shao mas logo foi dispensado, pois não era considerado confiável. Todos conheciam sua fama de traiçoeiro e ao que parece ninguém acreditava nele, sendo exceção Liu Bei que deixou Lü Bu morar com ele no castelo de Xia Pi. A confiança de Liu Bei em Lü Bu, o custou caro, pois em certa ocasião, no qual Liu Bei estava fora, Lü Bu roubou-lhe o castelo. Liu Bei então aliou-se com Cao Cao e lutou para reaver seu castelo. Utilizou táticas como usar a água para cercar o castelo e Lü Bu não poder escapar.

## Morte
Lü Bu era conhecido por estar frequentemente bêbado, ao ponto de bater em seus próprios soldados, também não ouvia seus estrategistas. Isso fazia os soldados o traírem e ele foi então capturado enquanto dormia por seus próprios soldados. Ele falou a Cao Cao que poderia servi-lo, porém Cao Cao tomou-o por mentiroso e o matou, depois tomando um de seus oficiais Zhang Liao para seu exercito. Assim morreu aquele que é considerado um dos mais poderosos guerreiros da China de sua época.

## Mídia
Lü Bu apareceu na primeira batalha do mangá Shuumatsi no Valkyrie, enfrentando o deus Thor. Lü Bu foi derrotado. 